# Danilo Toninelli
Danilo Toninelli (n. Soresina, Lombardía, Italia, 2 de agosto de 1974) es un político, abogado y policía italiano.
Miembro del partido Movimiento 5 Estrellas. Entre 2013 y 2018 fue miembro de la Cámara de Diputados.
Actualmente desde el 23 de marzo de 2018 es Senador de la República y desde el día 1 de junio es el nuevo Ministro de Infraestructuras y Transportes de Italia, dentro del Gobierno Conte.

## Primeros años
Nacido el día 2 de agosto de 1974 en la localidad italiana de Soresina, que pertenece a la Provincia de Cremona y Región de Lombardía.
Hizo sus estudios secundarios con un bachillerato científico en un instituto de la localidad de Manerbio y en el año 1999 se graduó en Derecho por la Universidad de Brescia.
Tras finalizar sus estudios hasta el 2002 fue Oficial de Complemento de El Arma de Carabineros. Luego estuvo trabajando como liquidador de reclamos e inspector técnico en una compañía de seguros.

## Carrera política
Inició su carrera política en el año 2009 como militante del partido Movimiento 5 Estrellas (M5S).
Para las Elecciones Regionales de Italia de 2010 se presentó como candidato al Consejo Regional de la Provincia de Cremona, pero finalmente no resultó elegido y luego en 2012 se presentó a las Elecciones Administrativas como candidato al Consejo Municipal de la ciudad de Crema, pero tampoco resultó elegido.
Finalmente tras presentarse como candidato a diputado en la lista de su partido para las Elecciones Generales de 2013 logró conseguir un escaño como miembro de la Cámara de Diputados de Italia por la circunscripción electoral de Lombardía.
Dentro del parlamento nacional, cabe destacar que fue elegido como Vicepresidente de la Comisión de Asuntos Constitucionales del Presidente del Consejo de Ministros y del Ministro del Interior, así como Miembro de la Comisión Permanente de las Opiniones y del Comité de Reglas hasta el final de dicha legislatura.
Luego en las Elecciones Generales de 2018 fue elegido como Miembro del Senado de la República, en el cual se desempeña como Miembro de la Junta para el Reglamento, Miembro de la XII Comisión de Sanidad y de la III Comisión Permanente de Asuntos Exteriores y Emigración. También el día 27 de marzo pasó a ser el líder del Movimiento 5 Estrellas dentro del senado.
Posteriormente el día 1 de junio de 2018, el presidente del Consejo de Ministros, Giuseppe Conte le nombró como nuevo Ministro de Infraestructuras y Transportes de Italia, en sucesión de Graziano Delrio.